# Wojciech Żurawik
Wojciech Żurawik, właśc. Zenobiusz Wojciech Żurawik (ur. 19 października 1946 w Sopocie) – polski ekonomista, pracownik Uniwersytetu Gdańskiego, w młodości lekkoatleta, medalista mistrzostw Polski.

## Życiorys
W 1969 ukończył studia w Wyższej Szkole Ekonomicznej w Sopocie. Następnie podjął pracę w macierzystej uczelni, która w 1970 stała się częścią Uniwersytetu Gdańskiego. Na UG w 1975 obronił pracę doktorską, w 1987 uzyskał stopień doktora habilitowanego, od 1991 był zatrudniony jako profesor nadzwyczajny. Był założycielem i wieloletnim kierownikiem Katedry Marketingu na Wydziale Zarządzania UG. W latach 2000–2002 był dyrektorem naczelnym Rafinerii Gdańskiej.
W młodości uprawiał lekkoatletykę, skok wzwyż. Był zawodnikiem SKLA Sopot i Spójni Gdańsk.
Na mistrzostwach Polski seniorów na otwartym stadionie zdobył cztery medale w skoku wzwyż: srebrne w 1968 i 1975 i brązowe w 1969 i 1974.
Jego rekord życiowy w skoku wzwyż wynosił 2,12 (18.06.1975).
Ekonomistką była także jego żona, Bożena Żurawik.